# Coryphagrion grandis
Coryphagrion grandis (лат.) — вид крупных стрекоз из монотипического рода Coryphagrion из семейства Coenagrionidae, или в составе Pseudostigmatidae, или Coryphagrioninae в составе Megapodagrionidae. 
Включён в международную Красную книгу МСОП.

## Распространение
Разорванный ареал охватывает прибрежные леса в странах восточной и юго-восточной Восточной Африки: Кения, Мозамбик и Танзания.

## Описание
Самцы чёрные с зеленовато-жёлтыми отметинами. Лабрум зеленоватый, в базальной половине блестящий чёрный, лоб зеленоватый, постклипеус и темя черноватые. Проторакс бронзово-чёрный. Личинки имеют длину около 2 см и развиваются в фитотельматах, мелких водоёмах в растениях (цветах-кувшинчиках, дуплах и т.д.).